# Романовка (Леовський район)
Романовка (рум. Romanovca, нім. Rohrbach) — село в Леовському районі Молдови. Утворює окрему комуну.